# 上加世田駅
上加世田駅（かみかせだえき）は、かつて鹿児島県加世田市武田（現・南さつま市加世田武田）にあった鹿児島交通枕崎線（南薩鉄道）の駅（廃駅）である。

## 歴史
- 1931年（昭和6年）3月10日：枕崎線の枕崎延伸と同時に開業。
- 1984年（昭和59年）3月17日：同線廃線と共に廃止。

## 駅構造
地上駅であった。

## 廃止後の現状
プラットホームが残されており、加世田寄りには加世田トンネルが残っている。なお、上加世田バス停からは少し離れている。

## 隣の駅
鹿児島交通（南薩鉄道）
枕崎線
加世田駅 - 上加世田駅 - 内山田駅